# Piedad Córdoba

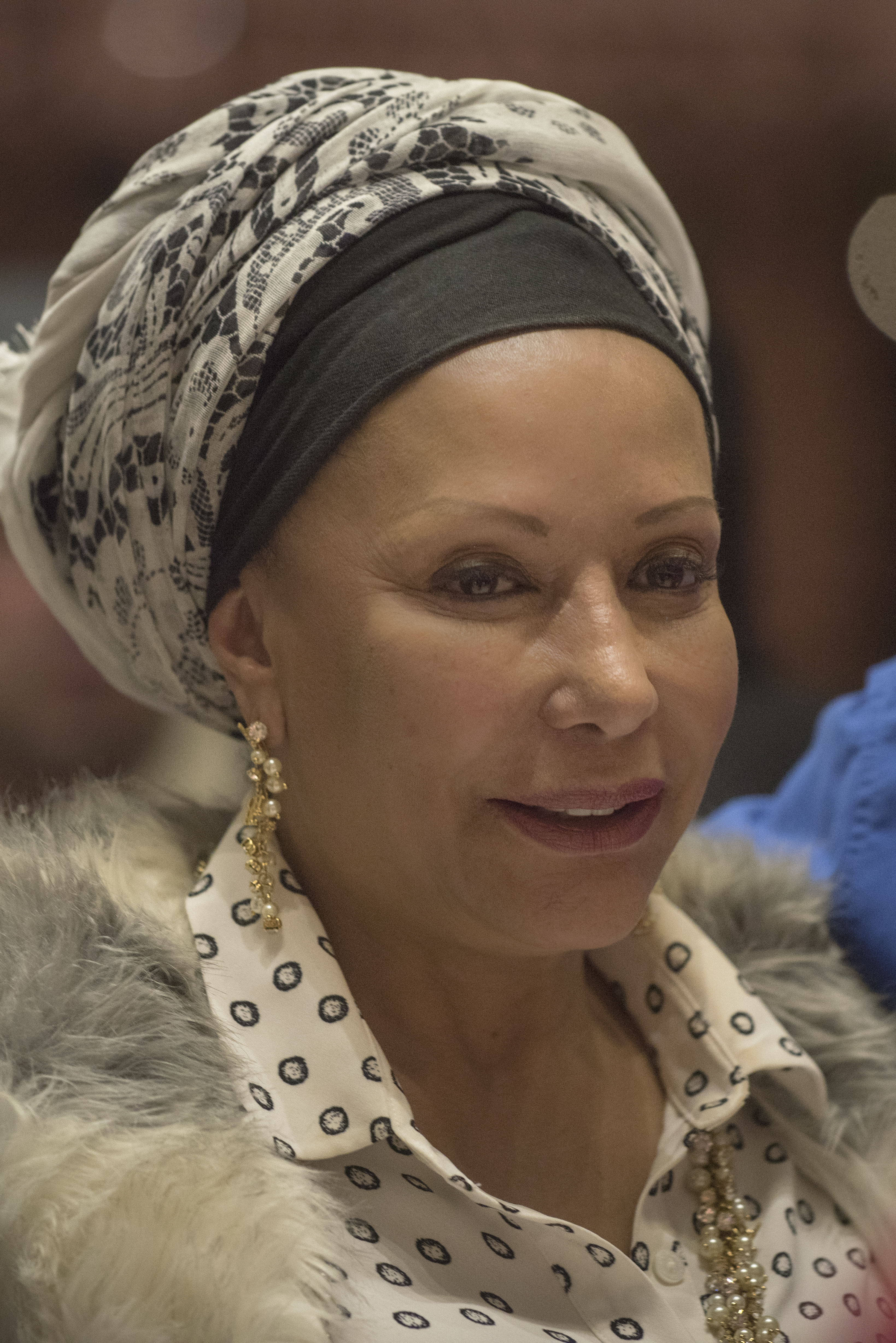
Piedad Córdoba, 2017

Piedad Esneda Córdoba Ruiz (* 25. Januar 1955 in Medellín, Antioquia; † 20. Januar 2024 in Medellín) war eine kolumbianische Rechtsanwältin und Politikerin (Partido Liberal Colombiano). International bekannt wurde sie durch ihre Vermittlung für die Freilassung von mehr als 30 Gefangenen der FARC in den Jahren 2007 und 2008, für die sie sich gemeinsam mit dem damaligen Präsidenten von Venezuela, Hugo Chávez, einsetzte.

## Leben
Piedad Córdoba wuchs als ältestes von zwölf Kindern einer weißen Mutter und eines schwarzen Vaters in Medellín auf. Dort studierte sie später auch Jura an der Päpstlichen Universität Bolivariana. Nach ihrem Abschluss arbeitete sie die ersten sechs Jahre ihrer politischen Karriere ab 1984 als Kommunalpolitikerin in Medellín zunächst als Stadträtin, dann als Abgeordnete in der Versammlung von Antioquia. Von 1990 bis 1992 gehörte sie der Departementsversammlung von Antioquia an, bevor sie 1992 einen Sitz im Repräsentantenhaus bekam. Von 1994 bis 2010 war sie Senatorin der Republik. 1999 wurde sie von der paramilitärischen Organisation Autodefensas Unidas de Colombia (AUC) entführt und ging wegen der Bedrohungen nach ihrer Freilassung zunächst für einige Monate nach Kanada. Im Oktober 2005 gründete sie innerhalb ihrer Partei die linke Plattform Poder Ciudadano Siglo XXI (Bürgermacht 21. Jahrhundert). Als Senatorin setzt sie sich vorwiegend für die Umsetzung der Menschenrechte ein, gegen Diskriminierung aufgrund von Geschlecht, sexueller Orientierung und ethnischer Herkunft.
Besonders bekannt wurde Córdoba in den 2000er Jahren durch ihr Engagement bei den Friedensverhandlungen zwischen der FARC und der rechten Regierung von Álvaro Uribe (2002–2010), um eine politische Lösung für den seit Jahrzehnten andauernden bewaffneten Konflikt zu finden. Dank ihres Einsatzes für humanitäre Abkommen zwischen der FARC und der Regierung Uribe wurden in dieser Zeit und in den ersten Jahren der ersten Regierung von Juan Manuel Santos (2010–2014) zahlreiche militärische und zivile Geiseln freigelassen. 2008 wurde sie für ihren Einsatz für den Friedensnobelpreis nominiert.
Während ihrer Vermittlungsarbeit zwischen der Regierung und der Guerilla freundete sie sich mit dem damaligen venezolanischen Präsidenten Hugo Chávez an, den Uribe zunächst ebenfalls als Vermittler angerufen hatte. Córdoba engagierte sich bereits zu einer Zeit für Friedensgespräche mit der FARC, als solche Initiativen von der kolumbianischen Mehrheitsgesellschaft noch entschieden abgelehnt wurden. Dies machte sie zur Zielscheibe von Kritik und Verfolgung. Auch ihre Freundschaft mit Chávez wurde von konservativen politischen Kreisen und den etablierten Medien stark kritisiert.
2010 wurde Piedad Córdoba wegen vermeintlicher Verbindungen zur FARC aus dem Senat ausgeschlossen und bekam für 18 Jahre ein Politikverbot. 2016 hob der Staatsrat jedoch diese Entscheidung, die nur auf „einfachen Schlussfolgerungen und Vermutungen“ beruhten, auf und Córdoba konnte wieder in die Politik zurückkehren. 2018 kandidierte sie zunächst für das Präsidentenamt, zog ihre Kandidatur dann aber wieder zurück. 2022 unterstützte sie die Kampagne von Gustavo Petro und zog nach dessen erfolgreicher Wahl für dessen Wahlbündnis Pacto Histórico wieder in den Senat ein.
Córdoba war bekannt dafür, in der Öffentlichkeit stets einen Turban zu tragen. Sie bezeichnete dies in einem Gespräch als einen politischen Akt an sich; es sei auch ein Schrei nach dem, was sie repräsentiere: „Meine Zöpfe, meine Turbane, meine Kleidung sind ein Ausdruck dafür, wie ich mich als Afrokolumbianerin fühle. Es ist auch eine Art von Herausforderung für diejenigen, die mich als schwarz karikieren, als sei das ein Verbrechen oder eine Sünde.“
Sie war verheiratet mit Luis Ángel Castro, mit dem sie eine Tochter und drei Söhne hatte. Ihr Sohn Juan Luis Castro Córdoba war von 2018 bis 2021 Senator. Piedad Córdoba starb am 20. Januar 2024 in ihrer Geburtsstadt Medellín an einem Herzinfarkt.